# Pic Roi
|  | Per a altres significats, vegeu «Pic de Fenerui». |

El Pic Roi és una muntanya del terme municipal de la Vall de Boí, a la comarca de l'Alta Ribagorça, i dins del Parc Nacional d'Aigüestortes i Estany de Sant Maurici.
El pic, de 2.750,4 metres, s'alça en el punt d'intersecció de les carenes que delimiten la Coma del Pessó (S), Montanyó de Llacs (O) i la Cometa de les Mussoles de la Vall de les Mussoles (E); amb la Collada del Montanyó al sud-sud-oest, la Colladeta de l'Osso al sud-est i els Crestells del Montanyó al nord.
Aquest cim està inclòs al llistat dels 100 cims de la FEEC

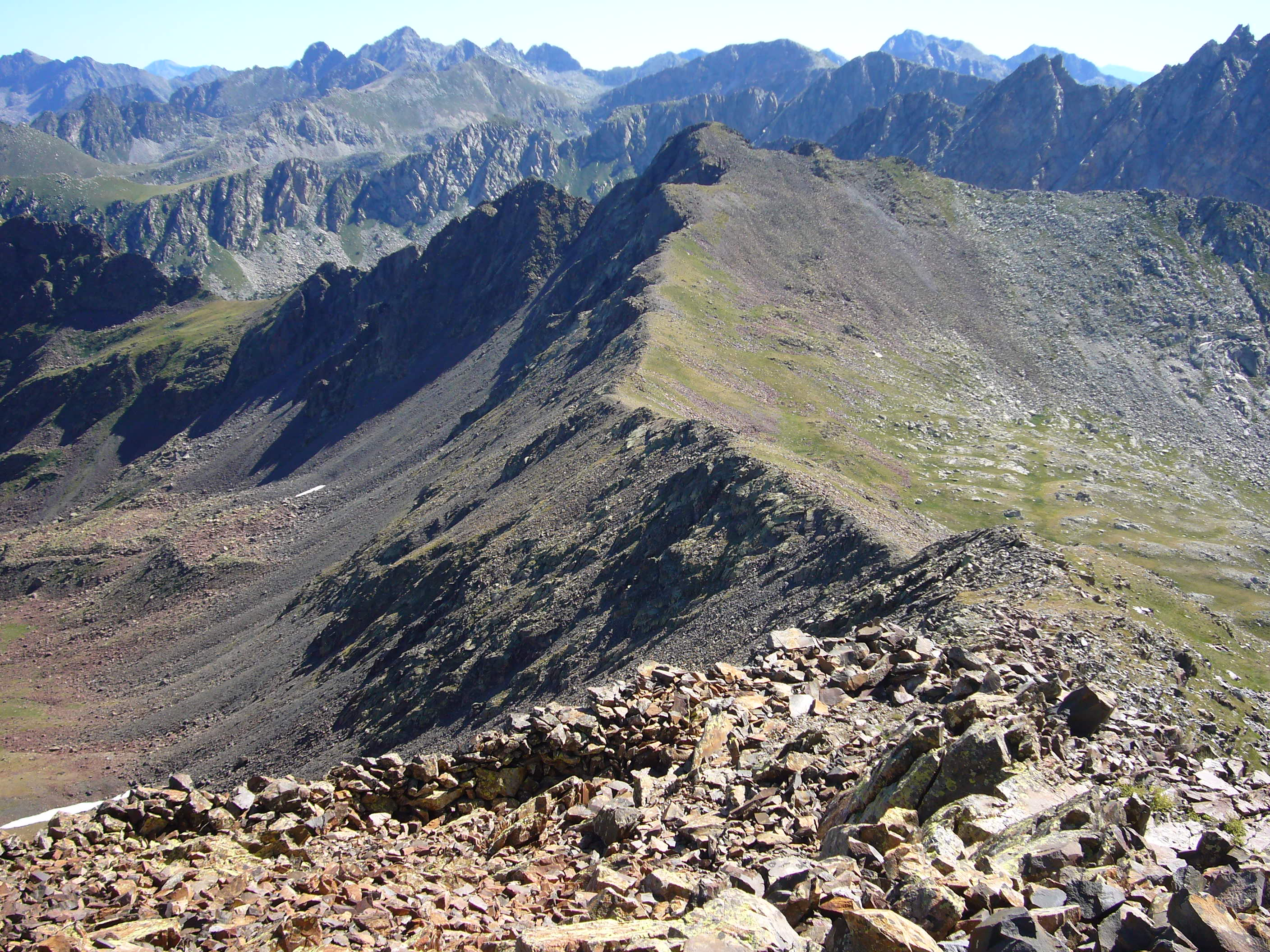
Collada de Montanyó i Pic Roi, vistos des del Tuc des Carants.

La ruta habitual ataca el cim des de la Collada del Montanyó, del que la separen menys de 400 metres i 100 de desnivell.
- Pel vessant de Montanyó de Llacs la ruta surt des del Planell de Sant Esperit resseguint la riba esquerra del Barranc de Llacs. Al trobar el punt on desaigua la Canal Seca se segueix direcció sud per enfilar la collada.
- Pelvessant de la Coma del Pessó cal agafar la GR-11-20 des de la carretera L-501, dos kilòmetres per damunt del Pla de l'Ermita, punt on es troba el pont que creua el Riu de Sant Martí. La GR agafa direcció est-sud-est resseguint el riu (per qualsevol de les seves ribes) fins a trobar el Barranc del Pessó que s'enfila cap al nord-est. Després d'assolir l'Estany del Pessó d'Avall, cal continuar fins a l'Estany del Pessó d'Amont i vorejant-lo per ponent per guanyar la collada, que es troba al seu nord-nord-oest.